# Santino (chimpanzé)

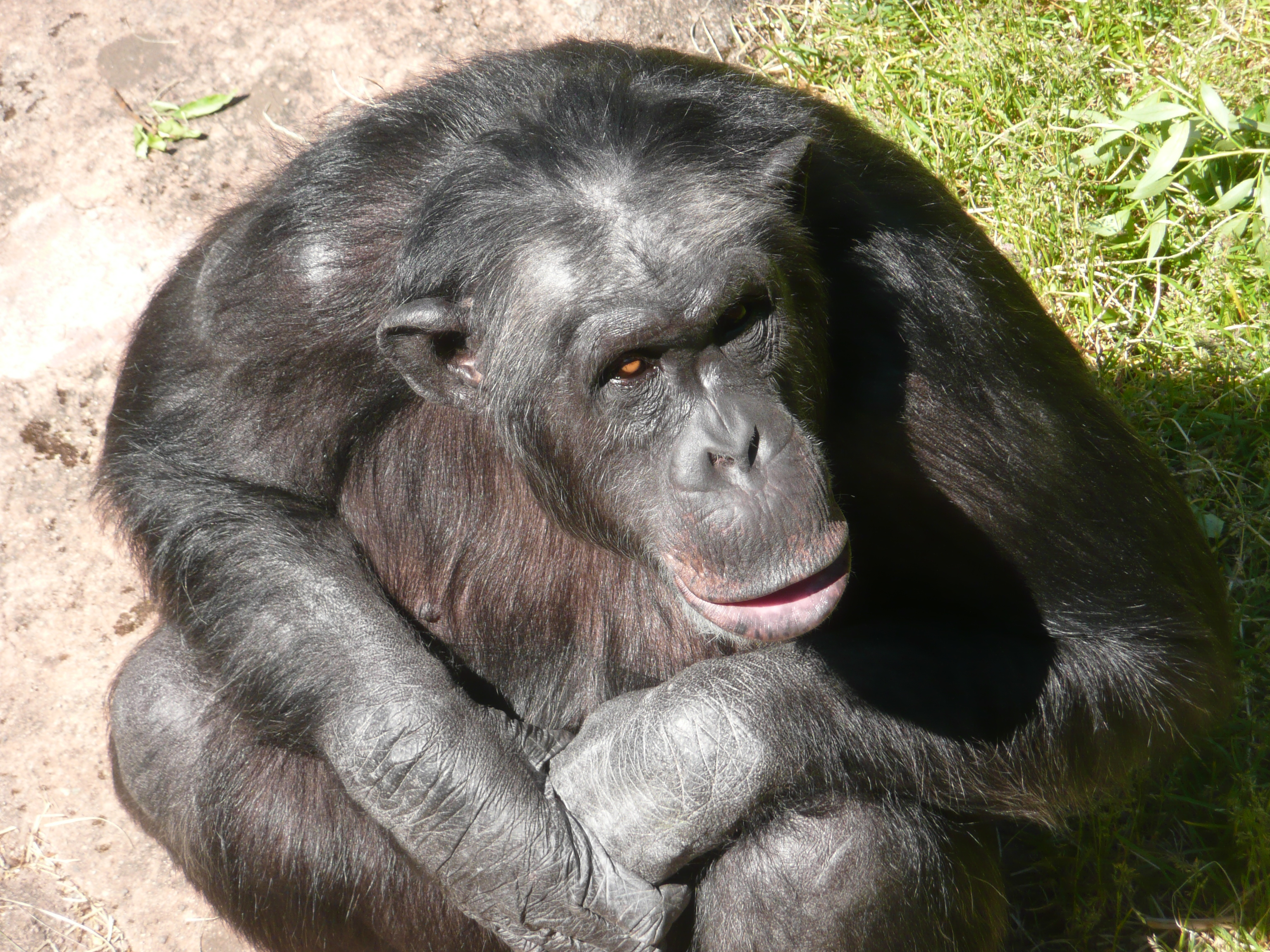
Chimpanzé Santino

Santino (20 de abril de 1978 - 14 de dezembro de 2022) era um chimpanzé macho mantido no Zoológico de Furuvik na Suécia. Em março de 2009, foi relatado que Santino havia planejado centenas de ataques com pedras contra visitantes do zoológico.

## Biografia
Os tratadores do zoológico notaram que Santino havia deslocado uma grande quantidade de pedras de um fosso, ao redor de seu cativeiro, e que o chimpanzé também havia quebrado pedaços de concreto em discos rudimentares.
Ele fez pilhas de pedras apenas na parte de sua ilha voltada para a multidão. Dr. Mathias Osvath, um zoólogo cognitivo da Universidade de Lund, juntamente com Elin Karvonen, estudaram o fenômeno, e seus estudos sugerem que o comportamento de Santino mostrou que o planejamento e o diversionismo premeditado não são características exclusivamente humanas.
Para controlar seu comportamento e manter os níveis hormonais baixos, os tratadores do zoológico castraram Santino. Posteriormente, observou-se que Santino se tornou mais brincalhão e foi descrito como tendo crescido uma "barriga de Buda".
Santino foi baleado após escapar de seu recinto em dezembro de 2022, e mais tarde morreu devido aos ferimentos.